# Nagymányok
Nagymányok [naďmáňok] (německy Großmanok, srbsky Нађмањок, Nađmanjok) je město v Maďarsku v župě Tolna, spadající pod okres Bonyhád. Nachází se asi 23 km jihozápadně od Szekszárdu. V roce 2015 zde žilo 2 275 obyvatel. Podle údajů z roku 2011 zde byli 88,4 % Maďaři, 26,1 % Němci a 3,4 % Romové.
Obec se poprvé písemně uvádí k roku 1015,jméno se v historii měnilo: Manky, Meneke, Manyk, Manyuk, Mányok a Nagymányok. Po turecké okupaci se zde usadili němečtí katolíci a dodnes je tu významná německá menšina. V letech 1803-1965 se v okolí těžilo uhlí, což připomíná památník.
Nejbližšími městy jsou Bonyhád a Mágocs. Blízko jsou též obce Aparhant, Kismányok, Máza a Váralja.